# Harald Hahn

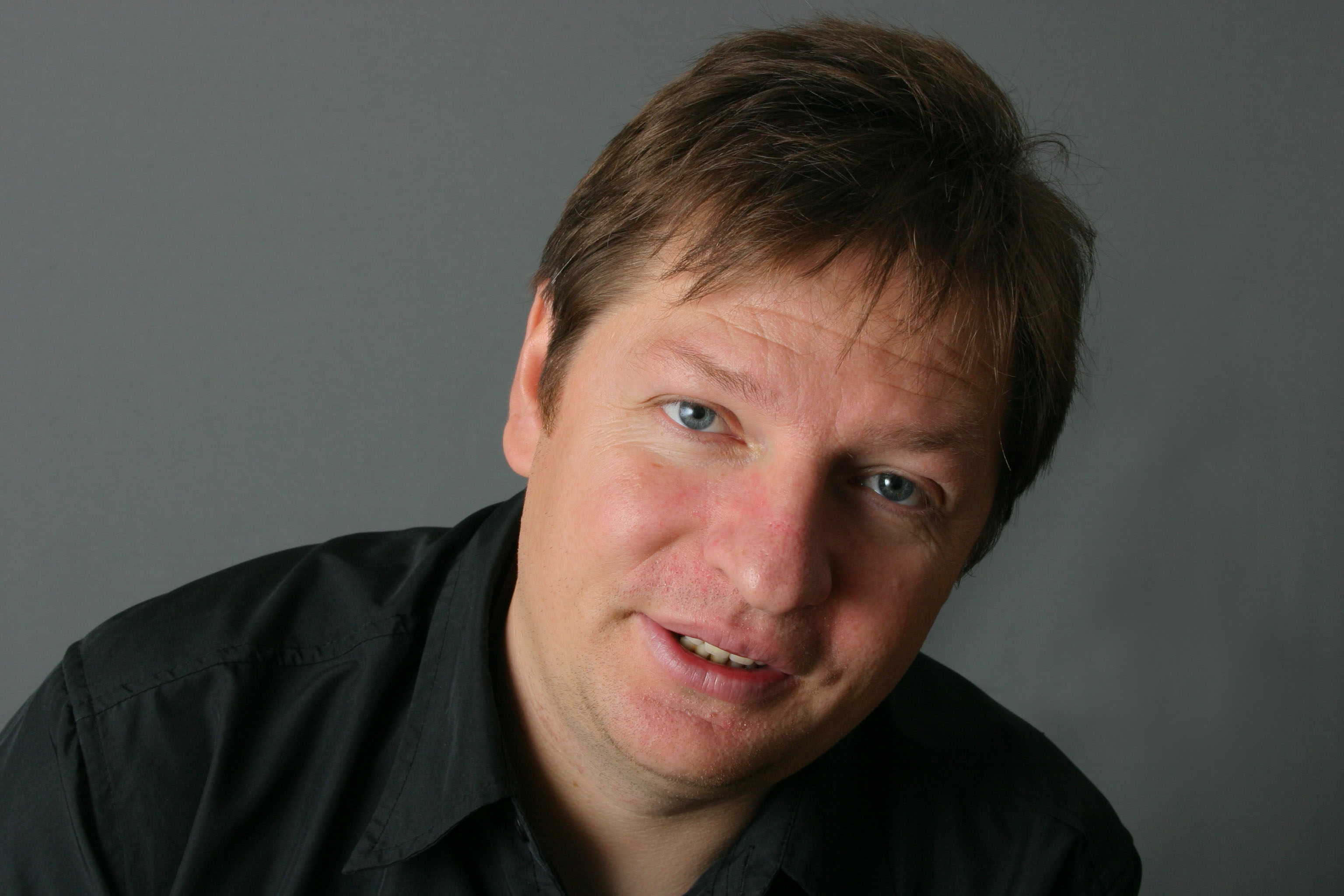
Harald Hahn (2011)

Harald Hahn (* 29. Dezember 1966 in Aalen) ist ein deutscher Pädagoge, Theaterpädagoge und Radio- und Theatermacher.

## Leben
Nach einer Ausbildung als Bäcker absolvierte Hahn das Bielefelder Oberstufen-Kolleg, studierte danach Diplompädagogik an der Universität Bielefeld und war dort anschließend wissenschaftlicher Mitarbeiter sowie bis zum Jahr 2000 stellvertretender Projektleiter des Projektes Lebenslanges Lernen L3 (Lebenslanges Lernen).
Nachfolgend war er Lehrbeauftragter an mehreren Universitäten und Fachhochschulen, darunter seit 2005 Dozent an der Evangelischen Fachhochschule Rheinland-Westfalen-Lippe in Bochum.
Als Theaterpädagoge ist er mit Projekten des Theater der Unterdrückten und im Politischen Aktionstheater aktiv. Nach einer Zusatzausbildung zum systemischen Berater verbindet er Supervision und Theater und entwickelte die sogenannte Theatrale Supervision. Seit 2000 in Berlin wohnend, ist er dort Leiter des Legislativen Theater.
Als Sänger trat er ab 2002 – mit David Fuhr am Klavier und Akkordeon – erst mit dem Kabarett Der Zeitungsverkäufer, dann als Das Kramer-Projekt mit einem musiktheatralen Abend über Theodor Kramer auf. 2008 benannte sich das Gesangsduo um in Herzkasper, das neu geschriebene, politisch-gesellschaftskritische Chansons präsentierte.
2020 entwickelte Hahn als Autor und Darsteller das Theaterstück Monolog mit meinem „asozialen“ Großvater –  Ein Häftling in Buchenwald, das ausgehend vom Schicksal seines Großvaters, von der medial noch wenig rezipierten Opfergruppe der sogenannten „Asozialen“ während der NS-Zeit handelt. Premieren-Spielort war das Berliner Theater Expedition Metropolis.
Hahn ist Herausgeber der Schriftenreihen Berliner Schriften zum Theater der Unterdrückten und Von Antidiskriminierung zu Diversity und Inklusion. Wissenschaft und Praxis im Dialog.

## Publikationen

### Autor/Mitautor
- Freie Radios als Ort der aktiven Jugend-Medien-Arbeit. ibidem-Verlag, Stuttgart 2001, ISBN 3-89821-158-4.
- Lob der Verzweiflung: Lieder und Texte zu Gedichten von Theodor Kramer. ibidem-Verlag, Stuttgart 2006, ISBN 3-89821-659-4.
- Das Kieztheater: Forum und Kommunikation für den Stadtteil. ibidem-Verlag, Stuttgart 2009, ISBN 978-3-89821-985-3.
- Theater der Unterdrückten als Mosaikstück gesellschaftlichen Wandels. Einblicke, Ansichten und Projekte. ibidem-Verlag, Stuttgart 2018, ISBN 978-3-8382-1215-9

### Herausgeber
- Anne Dirnstorfer: Forumtheater in den Strassen Nepals. Emanzipation jenseits des Entwicklungsdiskurses? ibidem-Verlag, Stuttgart 2006, ISBN 3-89821-665-9.
- Thomas Haug: „Das spielt (k)eine Rolle!“ – Theater der Befreiung nach Augusto Boal als Empowerment-Werkzeug im Kontext von Selbsthilfe. ibidem-Verlag, Stuttgart 2005, ISBN 3-89821-486-9.
- Till Baumann: Von der Politisierung des Theaters zur Theatralisierung der Politik. Theater der Unterdrückten im Rio de Janeiro der 90er Jahre. ibidem-Verlag, Stuttgart 2007, ISBN 978-3-89821-144-4.
- Hjalmar Jorge Joffre-Eichhorn: Wenn die Burka plötzlich fliegt. Einblicke in die Arbeit mit dem Theater der Unterdrückten in Afghanistan. ibidem-Verlag, Stuttgart 2011, ISBN 978-3-8382-0472-7.
- Oliver Trisch: Der Anti-Bias-Ansatz. Beiträge zur theoretischen Fundierung und Professionalisierung der Praxis. ibidem-Verlag, Stuttgart 2013, ISBN 978-3-8382-0418-5.
- Birgit Fritz: Von Revolution zu Autopoiese. Auf den Spuren Augusto Boals ins 21. Jahrhundert. ibidem-Verlag, Stuttgart 2013, ISBN 978-3-8382-0553-3.
- Linda Ebbers: Darstellende Kunst und zivile Konfliktbearbeitung. Das Theater der Unterdrückten als kreative Methode der Konflikttransformation. ibidem-Verlag, Stuttgart 2014, ISBN 978-3-8382-0553-3.
- Claus Schrowange: Art and Conscientization. Forum Theatre in Uganda, Rwanda, DR Congo, and South Sudan. ibidem-Verlag, Stuttgart 2015, ISBN 978-3-8382-0797-1.
- Netzwerk entwicklungspolitischer Fachleute: Dilemmata der Entwicklungspolitik, ibidem-Verlag, Stuttgart 2015, ISBN 978-3-8382-0768-1.
- Maren Otte: Der Körper als Objekt.  Körper – Selbstverhältnisse und Subjektivierungspraktiken im Spiegel biographischer Erzählungen junger Bildungsaufsteiger ibidem-Verlag, Stuttgart 2018, ISBN 978-3-8382-1223-4.

### Diskographie
- CD Herzkasper: Ein Gespenst geht um (Musik: David Fuhr / Harald Hahn), Phonector 2010, 4260095742582